# Кайруан (област)
Кайруан (на арабски: ولاية القيروان‎) е една от 24-те области (вилаети) на Тунис. Разположена е в централната част на страната. Площта на област Кайруан е 6712 км², а населението е около 546 000 души (2004). Столица на областта е град Кайруан.